# Krasnosilți, Zbaraj
Krasnosilți (în ucraineană Красносільці) este localitatea de reședință a comunei Krasnosilți din raionul Zbaraj, regiunea Ternopil, Ucraina.

## Demografie
Componența lingvistică a localității Krasnosilți
     Ucraineană (99,78%)
     Alte limbi (0,22%)
Conform recensământului din 2001, majoritatea populației localității Krasnosilți era vorbitoare de ucraineană (99,78%), existând în minoritate și vorbitori de alte limbi.